# Octomeria decipiens
Octomeria decipiens är en orkidéart som beskrevs av Carl Lebrecht Udo Dammer. Octomeria decipiens ingår i släktet Octomeria och familjen orkidéer. Inga underarter finns listade i Catalogue of Life.